# Adenosin
Adenosin (A, Ado nebo 5'-dAdo) ) je purinový nukleosid složený z nukleové báze adeninu a cukru ribózy, které jsou spojené glykosidovou vazbou. Nukleosid adeninu s deoxyribózou je deoxyadenosin.
Adenosin se podílí na stavbě nukleových kyselin. Je jedním ze čtyř nukleosidových stavebních bloků, ze kterých se skládá ribonukleová kyselina RNA. Dalšími jsou guanosin, cytidin a uridin.
Adenosin je součástí energeticky bohatých sloučenin ATP, ADP, AMP a různých kofaktorů, jako je koenzym A, NADPH, NADH. Nachází se ve vitaminu B12 a jako radikál v kofaktoru transferázy S-adenosylmethioninu (SAM). Cyklický adenosinmonofosfát (cAMP) je důležitý v buněčné signalizaci.
Adenosin se používá jako lék, například jako intravenózní lék pro některé srdeční arytmie.

## Adenosin ve sloučeninách
Sloučeniny obsahující adenosin hrají ústřední roli v metabolismu jako přenašeče energie (ATP, ADP) a při buněčné signalizaci (cAMP). V jiných sloučeninách (NAD a NADH) se adenosin podílí na biologických oxidačně-redukčních reakcích, které přenášejí elektrony mezi sloučeninami.
- Adenosinmonofosfát (AMP), případně cyklický adenosinmonofosfát (cAMP) - adenosin a jedna fosfátová skupina
- Adenosindifosfát (ADP) - adenosin a dvě fosfátové skupiny
- Adenosintrifosfát (ATP) - adenosin a tři fosfátové skupiny
- Nikotinamidadenindinukleotid (NAD+/NADH) - adenosindifosfát, na nějž je navázána ribóza a za ní nikotinamid.
- Nikotinamidadenindinukleotidfosfát (NADP+/NADPH) - adenosindifosfát, na nějž je navázána ribóza a za ní nikotinamid. Na třetí uhlík ribózy v adenosinu je navíc navázána fosfátová skupina.

## Biologické funkce adenosinu
Adenosin je nukleosid, který pohání endogenní biosyntetické reakce v buňce a ovlivňuje tak řadu fyziologických procesů. Většinu jeho účinků zprostředkovávají specifické adenosinové receptory, které u savců tvoří malou proteinovou rodinu: A1, A2A, A2B a A3. Všechny tyto receptory jsou spřažené s G-proteinem.
- Adenosin má důležitou funkci pro bdění a spánek, neboť inhibuje centra probuzení a bdění v mozku neurotransmiterem GABA. Adenosin je produkt degradace energeticky bohatého adenosintrifosfátu (ATP) a čím vyšší je koncentrace adenosinu (čím více energie buňky spotřebují), tím více se zvyšuje tlak na spánek. Během spánku se adenosin znovu rozkládá a vytváří se ATP. Tlak na spánek opět klesá. Tento cyklus začíná znovu následující den. Spolu s hormonem melatoninem (vlastními hodinami těla), který se uvolňuje v závislosti na denní době, adenosin řídí spánek podle Borbélyho spánkového modelu.
- Funguje jako neuromodulátor a homeostatický regulátor (regulace stability vnitřního prostředí).

- Blokuje uvolňování všech aktivujících neurotransmiterů, a tím způsobuje rozšíření krevních cév a pokles krevního tlaku. Adenosin také snižuje srdeční frekvenci.

## Adenosin v orgánech
- Koncentrace adenosinu v mozku se zvyšují různými typy metabolického stresu (například anoxie - stav bez kyslíku, ischémie - nedokrvení mozku, prodloužené období bdělosti) a pomáhají chránit mozek potlačením jeho aktivity a zvýšením průtoku krve.

- Koncentrace adenosinu ovlivňuje i srdeční činnost. Při intravenózním podání způsobuje adenosin ucpání atrioventrikulárního uzlu přes receptory A1. Používá se proto jako lék při diagnostice a léčbě některých tachykardií (pravidelná tachykardie s jemným QRS nebo pravidelná tachykardie s širokým QRS neznámého mechanismu). Jeho poločas rozpadu je velmi krátký, takže vyvolaná pauza je krátkodobá. Hlavním vedlejším účinkem je výskyt přechodného bronchospasmu.
- Adenosinový receptor A2a je hlavním receptorem v koronárních tepnách a jeho stimulace vede k vazodilataci (rozšíření cév).
- Adenosin inhibuje agregaci krevních destiček prostřednictvím receptorů A2a a A2b.
- Zvýšené hladiny adenosinu mají tendenci snižovat záněty. Aktivace receptorů A1 a A3 aktivuje neutrofilní granulocyty a fagocytózu. Stimulace receptorů A2b je naopak inhibuje.

## Adenosin v medicíně
- V medicíně se používá adenosin v injekčním podání jako antiarytmikum na přerušení záchvatovitých arytmií – AV nodální reentry tachykardie a AV reentry tachykardie.
- Studie ukázaly, že některé složky kozlíku lékařského (spánkové lignany) působí na adenosinové receptory a mohou tak vyvolat uklidňující spánek. Proto se používají při léčbě poruch spánku.
- Adenosin obsahují například tyto léky: Adenoscan (D), Adrekar (D), Crenosin (CH), Generic (D, A), ViaSpan (roztok pro uchování orgánů), Vita-Gerin (A)